# Daliah Lavi
Daliah Lavi (în ebraică דליה לביא, transliterat: Dalia Lavi, născută Daliah Lewinbuk, numele de familie a fost mai târziu schimbat în Lavi (în ebraică : Leu); n. 12 octombrie 1942, Mateh Asher Regional Council⁠(d), Subdistrictul Acre, Districtul de Nord, Israel – d. 3 mai 2017, Asheville⁠(d), Carolina de Nord, SUA) a fost o actriță, fotomodel și cântăreață israeliană.

## Biografie
Daliah Lavi s-a născut din mamă germano-evreică Ruth Klammer, originară din Breslau/Silezia și a emigrat în Palestina în anii 1930, și din tatăl ei ruso-evreu Reuben Lewinbuk în Haifa în ceea ce era atunci Mandatul Britanic al Palestinei (azi: Israel) și a crescut în Moșav Shavei Sion la nord de Akko. Bunicii paterni ai lui Lavi și multe dintre rudele lor au pierit în Holocaust. Actorul american Kirk Douglas, de asemenea evreu la origine, a filmat lungmetrajul Jonglerul (The juggler) în satul ei natal la începutul anilor 1950 și a aranjat pentru Daliah Lavi o bursă pentru a se pregăti ca dansatoare la Opera Regală din Stockholm. A dorit să devină dansatoare de balet, dar din cauza problemelor circulatorii și a creșterii ei excesive, a fost nevoită să întrerupă acest antrenament și s-a întors în Israel după patru ani, după moartea tatălui ei.
După mici roluri de film în Suedia (Hemsöborna, 1955), Lavi și-a încheiat serviciul militar în armata israeliană la sfârșitul anilor 1950. Mai târziu, ea a lucrat o perioadă în Israel ca fotomodel, ceea ce i-a adus și primul ei rol principal în filmul germano-israelian Brennender Sand în 1960. Un an mai târziu, a jucat în Întoarcerea doctorului Mabuse alături de Gert Fröbe.
Talentul ei lingvistic (pe lângă limba maternă ebraică, Lavi vorbea germană, puțin idiș și rusă, precum și engleză, suedeză, franceză și italiană) și aspectul ei modern i-au permis să lucreze ca actriță în numeroase producții internaționale de film din Europa și Hollywood de peste zece ani.
Deși a primit o nominalizare la Globul de Aur pentru cel mai bun debutant în 1962 pentru rolul Veronicăi din melodrama americană Two Weeks in Another City, cu Dean Martin (The Silencers, 1966), Christopher Lee (La Frusta e il Corpo, 1963), Lex Barker (Old Shatterhand, 1964) și ca „Bond-Girl” (Casino Royale, 1967), ea nu a reușit să obțină celebritatea ca actriță.
De la mijlocul anilor 1960, Lavi a locuit la Londra, unde s-a recăsătorit.

### Cariera muzicală
În 1969, Lavi a fost invitată la o emisiune de televiziune BBC a starului muzical israelian Chaim Topol (Scripcarul pe acoperiș) unde a cântat câteva cântece ebraice. Apoi a obținut primul ei contract de discuri cu casa de discuri engleză Festival Records. Dar abia după ce producătorul din Hamburg Jimmy Bowien a luat-o cu contract la compania germană Polydor, a început succesul ei ca cântăreață. Primul ei single, lansat în 1970 (Liebeslied jener Sommernacht), a fost un hit în Germania de vest.
Piesa Oh, wann kommst Du a ajuns pe locul 4 în topurile single germane în 1970/1971 și a fost cel mai mare succes comercial al ei. Alte hituri single din 1971 au fost Jerusalem, inițial un instrumental de Herb Alpert, și Wer hat mein Lied so zerstört, Ma?, în original What Have They Done To My Song, Ma? de Melanie. La sfârșitul aceluiași an a avut al doilea și ultimul succes în top 10 în Germania cu cântecul Willst du mit mir geh'n (locul 9).
Lavi a locuit la Londra în timpul carierei sale de cântăreață, înainte de a se muta în Statele Unite la sfârșitul anilor 1970.
Mai târziu a trăit în Statele Unite, până la moartea ei la Asheville, pe 3 mai 2017. 
Căsătorită cu Charles „Chuck” E. Gans din 1992, a avut patru copii, Kathy, Rouben, Alexander și Stephen.

## Filmografie selectivă

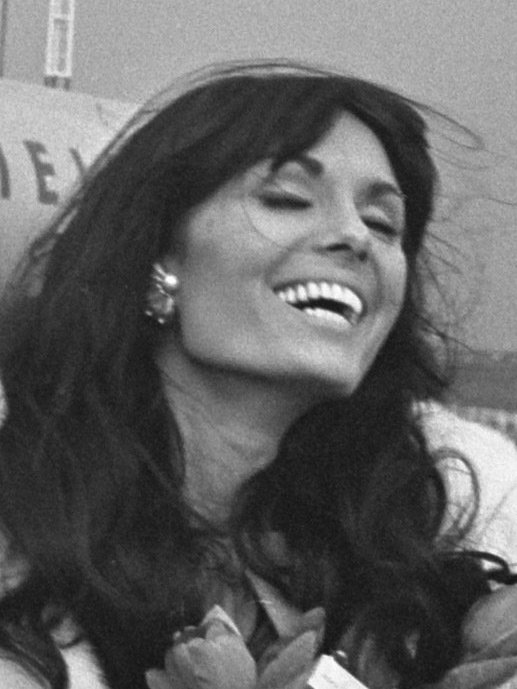
Daliah Lavi în 1966

- 1955 Hemsöborna, regia Arne Mattsson
- 1960 I sette dannati (Brennender Sand), regia Raphael Nussbaum
- 1961 Quella sera sulla spiaggia (Un Soir sur la plage), regia Michel Boisrond
- 1961 No pasaran (La Fête espagnole) regia Jean-Jacques Vierne
- 1961 Întoarcerea doctorului Mabuse (Im Stahlnetz des Dr. Mabuse), regia Harald Reinl
- 1961 Il gioco della verità (Le Jeu de la vérité), regia Robert Hossein
- 1962 Due settimane in un'altra città (Two Weeks in Another Town), regia Vincente Minnelli
- 1962 Il letto rosa (Das schwarz-weiß-rote Himmelbett), regia Rolf Thiele
- 1963 Il demonio, regia Brunello Rondi
- 1963 La frusta e il corpo, regia Mario Bava
- 1963 Nude per amare (Das große Liebesspiel), regia Alfred Weidenmann
- 1964 Old Shatterhand (Old Shatterhand), regia Hugo Fregonese
- 1964 Cyrano e D'Artagnan (Cyrano et D'Artagnan), regia Abel Gance
- 1965 DM-Killer, regia Rolf Thiele
- 1965 Lord Jim, regia Richard Brooks
- 1965 La Celestina P... R..., regia Carlo Lizzani
- 1965 Operazione terzo uomo (Schüsse im 3/4 Takt), regia Alfred Weidenmann
- 1965 Zece negri mititei (Ten Little Indians), regia George Pollock
- 1966 Matt Helm il silenziatore (The Silencers), regia Phil Karlson
- 1966 La spia dal naso freddo (The Spy with a Cold Nose), regia Daniel Petrie
- 1967 James Bond 007 - Casino Royale (Casino Royale), regia Ken Hughes, John Huston, Joseph McGrath, Robert Parrish și Richard Talmadge
- 1967 Quei fantastici pazzi volanti (Rocket to the Moon), regia Don Sharp
- 1968 Nimeni nu aleargă mereu (Nobody Runs Forever), regia Ralph Thomas
- 1969 Alcune ragazze lo fanno (Some Girls Do), regia Ralph Thomas
- 1970 Schwarzer Peter - serial TV, un episod
- 1971 Catlow, regia Sam Wanamaker
- 1972 Sez Les - serial TV, un episod
- 1975 Hallo Peter - serial TV, un episod
- 1991 Mrs. Harris und der Heiratsschwindler - film TV
- 1995 Musik liegt in der Luft - serial TV, un episod
- 1997 Duell zu dritt - serial TV, un episod